# Champion of Champions 2020
Il Champion of Champions 2020 è stato il quarto evento professionistico della stagione 2020-2021 di snooker, il primo non valido per il Ranking, e la 10ª edizione di questo torneo, che si è disputato dal 2 all'8 novembre 2020, presso la Marshall Arena di Milton Keynes, in Inghilterra.
Il torneo è stato vinto da Mark Allen, il quale ha battuto in finale Neil Robertson per 10-6. Il nordirlandese si è aggiudicato così il suo primo Champion of Champions ed il suo terzo titolo Non-Ranking, eguagliando a questa quota Rod Lawler, Ali Carter, Paul Hunter e Martin Gould. Per Allen – che aveva perso la finale di questo torneo nel 2015 proprio contro Robertson – si tratta, inoltre, del primo titolo vinto in assoluto dallo Scottish Open 2018.
Il campione in carica era Neil Robertson, il quale è stato sconfitto in finale da Mark Allen.

## Vigilia

### Aspetti tecnici
L'8 novembre 2019 è stato comunicato che l'edizione 2020 si sarebbe disputata alla Marshall Arena di Milton Keynes, andando dunque a sostituire la Ricoh Arena di Coventry, che era stata la sede del Champion of Champions a partire dal 2013.
A seguito della pandemia di COVID-19, il World Snooker Tour si è visto costretto a cancellare e posticipare eventi nel calendario, affiancando questa competizione ad altri sei tornei che hanno preso il via — senza spettatori — in questo medesimo impianto, oltre che alla Championship League, competizione che è stata giocata nella sala da ballo dello Stadium MK, struttura posta dinanzi alla Marshall Arena.
Così come era accaduto nel 2013, l'evento è stato sponsorizzato dalla 888casino.
Viene confermato per intero il montepremi.

### Aspetti sportivi
Così come per le sette edizioni precedenti, al torneo ha partecipato ogni giocatore che ha portato a casa almeno un evento a partire dalla scorsa edizione del Champion of Champions, compreso il campione del mondo seniors Jimmy White, e il finalista del Campionato mondiale professionistico Kyren Wilson. Tuttavia, dato che il numero di vincitori diversi era inferiore a quello previsto per il tabellone (13 dei 16 previsti), sono stati invitati tre giocatori in base al Ranking, ovvero Mark Allen, John Higgins e David Gilbert.

## Montepremi
- Vincitore: £150000
- Finalista: £60000
- Semifinalisti: £30000
- Quarti di finale: £17500
- Ottavi di finale: £12500

## Copertura
Le seguenti emittenti hanno trasmesso il Champion of Champions 2020.
| Emittente      | Paese                                                                                                |
| -------------- | --- |
| ITV            | Regno Unito                                                                                          |
| DAZN           | Austria, Brasile, Canada, Germania, Italia, Giappone, Spagna, Svizzera, Stati Uniti                  |
| Fox Australia  | Australia                                                                                            |
| CCTV           | Cina                                                                                                 |
| Nova           | Rep. Ceca, Slovacchia                                                                                |
| Viasat         | Scandinavia                                                                                          |
| Prago Sport    | Ungheria                                                                                             |
| Eir Sport      | Irlanda                                                                                              |
| Sky Sports     | Nuova Zelanda                                                                                        |
| SportKlub      | Croazia, Serbia, Montenegro, Slovenia, Bosnia ed Erzegovina, Macedonia del Nord, Kosovo, Lussemburgo |
| TVP            | Polonia                                                                                              |
| Ziggo          | Paesi Bassi                                                                                          |
| Match TV       | Russia                                                                                               |
| Matchroom.Live | Resto del mondo                                                                                      |

## Partecipanti
| Torneo                                                            | Data della finale                                                 | Stagione                                                          | Vincitore              | Precedenti partecipazioni                    |
| ----------------------------------------------------------------- | ----------------------------------------------------------------- | ----------------------------------------------------------------- | ---------------------- | -------------------------------------------- |
| Champion of Champions 2019                                        | 10 novembre 2019                                                  | 2019-2020                                                         | Neil Robertson (1)     | 7 (2013, 2014, 2015, 2016, 2017, 2018, 2019) |
| Northern Ireland Open 2019                                        | 17 novembre 2019                                                  | 2019-2020                                                         | Judd Trump (2)         | 7 (2013, 2014, 2015, 2016, 2017, 2018, 2019) |
| UK Championship 2019                                              | 8 dicembre 2019                                                   | 2019-2020                                                         | Ding Junhui (3)        | 5 (2013, 2014, 2016, 2017, 2018)             |
| Scottish Open 2019                                                | 15 dicembre 2019                                                  | 2019-2020                                                         | Mark Selby (4)         | 7 (2013, 2014, 2015, 2016, 2017, 2018, 2019) |
| The Masters 2020                                                  | 19 gennaio 2020                                                   | 2019-2020                                                         | Stuart Bingham (5)     | 6 (2013, 2014, 2015, 2016, 2018, 2019)       |
| European Masters 2020 (1)                                         | 26 gennaio 2020                                                   | 2019-2020                                                         | Neil Robertson         |                                              |
| German Masters 2020                                               | 2 febbraio 2020                                                   | 2019-2020                                                         | Judd Trump             |                                              |
| World Grand Prix 2020                                             | 9 febbraio 2020                                                   | 2019-2020                                                         | Neil Robertson         |                                              |
| Welsh Open 2020                                                   | 16 febbraio 2020                                                  | 2019-2020                                                         | Shaun Murphy (6)       | 7 (2013, 2014, 2015, 2016, 2017, 2018, 2019) |
| Shoot-Out 2020                                                    | 23 febbraio 2020                                                  | 2019-2020                                                         | Michael Holt (7)       | 0                                            |
| Players Championship 2020                                         | 1º marzo 2020                                                     | 2019-2020                                                         | Judd Trump             |                                              |
| Championship League 2019-2020                                     | 5 marzo 2020                                                      | 2019-2020                                                         | Scott Donaldson (8)    | 0                                            |
| Gibraltar Open 2020                                               | 15 marzo 2020                                                     | 2019-2020                                                         | Judd Trump             |                                              |
| Championship League 2020 (1)                                      | 11 giugno 2020                                                    | 2019-2020                                                         | Luca Brecel (9)        | 2 (2017, 2018)                               |
| Tour Championship 2020                                            | 26 giugno 2020                                                    | 2019-2020                                                         | Stephen Maguire (10)   | 4 (2013, 2014, 2015, 2019)                   |
| Campionato mondiale 2020 (Vincitore)                              | 16 agosto 2020                                                    | 2019-2020                                                         | Ronnie O'Sullivan (11) | 6 (2013, 2014, 2016, 2017, 2018, 2019)       |
| Campionato mondiale 2020 (Finalista)                              | 16 agosto 2020                                                    | 2019-2020                                                         | Kyren Wilson (12)      | 3 (2015, 2018, 2019)                         |
| World Seniors Championship 2020                                   | 22 agosto 2020                                                    | 2020-2021                                                         | Jimmy White (13)       | 1 (2019)                                     |
| European Masters 2020 (2)                                         | 27 settembre 2020                                                 | 2020-2021                                                         | Mark Selby             |                                              |
| English Open 2020                                                 | 18 ottobre 2020                                                   | 2020-2021                                                         | Judd Trump             |                                              |
| Championship League 2020 (2)                                      | 30 ottobre 2020                                                   | 2020-2021                                                         | Kyren Wilson           |                                              |
| Giocatori invitati in base al Ranking per completare il tabellone | Giocatori invitati in base al Ranking per completare il tabellone | Giocatori invitati in base al Ranking per completare il tabellone | Mark Allen (14)        | 6 (2013, 2014, 2015, 2016, 2018, 2019)       |
| Giocatori invitati in base al Ranking per completare il tabellone | Giocatori invitati in base al Ranking per completare il tabellone | Giocatori invitati in base al Ranking per completare il tabellone | John Higgins (15)      | 7 (2013, 2014, 2015, 2016, 2017, 2018, 2019) |
| Giocatori invitati in base al Ranking per completare il tabellone | Giocatori invitati in base al Ranking per completare il tabellone | Giocatori invitati in base al Ranking per completare il tabellone | David Gilbert (16)     | 0                                            |

Nota bene: nella sezione "precedenti partecipazioni", le date in grassetto indicano che il giocatore ha vinto quella edizione del torneo.
Legenda:
      World Seniors Tour

## Avvenimenti

### 2 novembre
Il torneo viene inaugurato dal detentore del titolo Neil Robertson, che batte per 4-0, al primo turno, il campione del mondo seniors in carica Jimmy White, realizzando anche due centoni (101 e 115) e due mezzi-centoni (81 e 59). Nell'altro ottavo, Ding Junhui riesce a rimontare John Higgins, dopo essere andato sotto 2-0, interrompendo, inoltre, una serie di 259 punti senza replica dell'avversario; il cinese pareggia il conto sul 2-2 e, dopo aver perso il quinto frame, forza e vince il decider, con il punteggio di 64-51.
Nella finale di gruppo, Ding e Robertson si spartiscono le prime quattro partite, ma è quest'ultimo a portarsi avanti (4-2). In seguito, l'australiano viene rimontato a quota 4, conquistando, tuttavia, le ultime due partite, vincendo così per 6-4.

### 3 novembre
Judd Trump supera agilmente Stuart Bingham, realizzando anche un break da 119 nel terzo frame, ed un 63 nel quarto, che gli consente di portare a casa la contesa per 4-0.
David Gilbert si porta sul 3-0 nei confronti di Shaun Murphy, grazie a serie di 107, 83 e 67. Tuttavia, il campione del mondo 2005 vince la quarta e la quinta partita, portandosi ad uno dall'avversario, prima di perdere il sesto frame per 92-1.
La finale di gruppo inizia con un break da 103 realizzato da Trump. Il giocatore di Bristol, perde, però, i successivi due frames, tra cui il terzo in steal, ma realizza due centoni consecutivi per tornare avanti, conquistando anche la sesta partita. Gilbert mette a referto, a sua volta, un break da 71, prima di essere lasciato a 0 negli ultimi due frames, con Trump che realizza altre due serie superiori ai 100 punti.

### 4 novembre
Con un miglior break di 53 realizzato nel terzo frame, Mark Selby elimina Luca Brecel all'inizio del terzo giorno di gara, mentre Kyren Wilson concede solo 93 punti totali a Stephen Maguire, il quale viene battuto dall'inglese per 4-1.
Nel match serale, Wilson esordisce portando a casa le prime quattro partite, prima di essere rimontato fino al 5-3 prima, e fino al 5-6 dopo.

### 5 novembre
Michael Holt compone un centone nel primo frame contro Ronnie O'Sullivan, che realizza, tuttavia, quattro mezzi-centoni per vincere 4-1. Dopo essere stato per più volte sotto, Mark Allen riesce a forzare e a conquistare il decider nella sfida a Scott Donaldson.
L'incontro fra O'Sullivan ed Allen è molto equilibrato all'inizio, grazie alla realizzazione di molteplici serie di qualità a testa, prima del definitivo passaggio in testa del nordirlandese, che conquista quattro partite consecutivamente, superando l'inglese con il punteggio di 6-3.

### 6 novembre
La prima semifinale vede di fronte Neil Robertson e Mark Selby: quest'ultimo realizza una serie di 70 per portare a casa il primo frame, subendo subito la risposta dell'avversario australiano, che mette a referto un break da 68. Robertson realizza anche il primo centone dell'incontro nella quarta partita, lasciando l'iniziativa a Selby nei frames dispari fino al settimo. In quello successivo, il campione in carica aggancia l'inglese a quota 4 grazie ad un centone da 141, seguito da un 121. Tuttavia, Selby riesce a forzare il decider con una serie di 137, prima di perdere per la seconda volta consecutiva contro Robertson al frame finale.

## Fase a eliminazione diretta
|  | Ottavi di finale Al meglio dei 7 frames | Ottavi di finale Al meglio dei 7 frames | Ottavi di finale Al meglio dei 7 frames |                   |                | Quarti di finale Al meglio degli 11 frames | Quarti di finale Al meglio degli 11 frames | Quarti di finale Al meglio degli 11 frames |  |  | Semifinali Al meglio degli 11 frames | Semifinali Al meglio degli 11 frames | Semifinali Al meglio degli 11 frames |  |  | Finale Al meglio dei 19 frames | Finale Al meglio dei 19 frames | Finale Al meglio dei 19 frames |  |
|  |                                         |                                         |                                         |                   |                |                                            |                                            |                                            |  |  |                                      |                                      |                                      |  |  |                                |                                |                                |  |
|  | 1                                       | Neil Robertson                          | 4                                       |                   |                |                                            |                                            |                                            |  |  |                                      |                                      |                                      |  |  |                                |                                |                                |  |
|  | 1                                       | Neil Robertson                          | 4                                       |                   |                |                                            |                                            |                                            |  |  |                                      |                                      |                                      |  |  |                                |                                |                                |  |
|  |                                         | Jimmy White                             | 0                                       |                   |                |                                            |                                            |                                            |  |  |                                      |                                      |                                      |  |  |                                |                                |                                |  |
|  |                                         | Jimmy White                             | 0                                       | 1                 | Neil Robertson | 6                                          |                                            |                                            |  |  |                                      |                                      |                                      |  |  |                                |                                |                                |  |
|  |                                         |                                         |                                         | 1                 | Neil Robertson | 6                                          |                                            |                                            |  |  |                                      |                                      |                                      |  |  |                                |                                |                                |  |
|  |                                         |                                         |                                         | Ding Junhui       | 4              |                                            |                                            |                                            |  |  |                                      |                                      |                                      |  |  |                                |                                |                                |  |
|  | John Higgins                            | John Higgins                            | 3                                       | Ding Junhui       | 4              |                                            |                                            |                                            |  |  |                                      |                                      |                                      |  |  |                                |                                |                                |  |
|  | John Higgins                            | John Higgins                            | 3                                       |                   |                |                                            |                                            |                                            |  |  |                                      |                                      |                                      |  |  |                                |                                |                                |  |
|  | Ding Junhui                             | Ding Junhui                             | 4                                       |                   |                |                                            |                                            |                                            |  |  |                                      |                                      |                                      |  |  |                                |                                |                                |  |
|  | Ding Junhui                             | Ding Junhui                             | 4                                       |                   | 1              | Neil Robertson                             | 6                                          |                                            |  |  |                                      |                                      |                                      |  |  |                                |                                |                                |  |
|  |                                         |                                         |                                         |                   |                |                                            |                                            |                                            |  |  |                                      |                                      |                                      |  |  |                                |                                |                                |  |
|  |                                         |                                         | 4                                       | Mark Selby        | 5              |                                            |                                            |                                            |  |  |                                      |                                      |                                      |  |  |                                |                                |                                |  |
|  | Kyren Wilson                            | Kyren Wilson                            | 4                                       | Mark Selby        | 5              | 4                                          |                                            |                                            |  |  |                                      |                                      |                                      |  |  |                                |                                |                                |  |
|  | Kyren Wilson                            | Kyren Wilson                            |                                         |                   |                |                                            |                                            |                                            |  |  |                                      |                                      |                                      |  |  |                                |                                |                                |  |
|  | Stephen Maguire                         | Stephen Maguire                         | 1                                       |                   |                |                                            |                                            |                                            |  |  |                                      |                                      |                                      |  |  |                                |                                |                                |  |
|  | Stephen Maguire                         | Stephen Maguire                         | 1                                       |                   |                | Kyren Wilson                               | 5                                          |                                            |  |  |                                      |                                      |                                      |  |  |                                |                                |                                |  |
|  |                                         |                                         |                                         |                   |                | Kyren Wilson                               | 5                                          |                                            |  |  |                                      |                                      |                                      |  |  |                                |                                |                                |  |
|  |                                         |                                         | 4                                       | Mark Selby        | 6              |                                            |                                            |                                            |  |  |                                      |                                      |                                      |  |  |                                |                                |                                |  |
|  |                                         | Luca Brecel                             | 4                                       | Mark Selby        | 6              | 2                                          |                                            |                                            |  |  |                                      |                                      |                                      |  |  |                                |                                |                                |  |
|  |                                         |                                         |                                         |                   |                | 2                                          |                                            |                                            |  |  |                                      |                                      |                                      |  |  |                                |                                |                                |  |
|  | 4                                       | Mark Selby                              | 4                                       |                   |                |                                            |                                            |                                            |  |  |                                      |                                      |                                      |  |  |                                |                                |                                |  |
|  | 4                                       | Mark Selby                              | 4                                       |                   | 1              | Neil Robertson                             | 6                                          |                                            |  |  |                                      |                                      |                                      |  |  |                                |                                |                                |  |
|  |                                         |                                         |                                         |                   |                |                                            |                                            |                                            |  |  |                                      |                                      |                                      |  |  |                                |                                |                                |  |
|  |                                         |                                         |                                         | Mark Allen        | 10             |                                            |                                            |                                            |  |  |                                      |                                      |                                      |  |  |                                |                                |                                |  |
|  | 3                                       | Judd Trump                              | 4                                       | Mark Allen        | 10             |                                            |                                            |                                            |  |  |                                      |                                      |                                      |  |  |                                |                                |                                |  |
|  | 3                                       | Judd Trump                              | 4                                       |                   |                |                                            |                                            |                                            |  |  |                                      |                                      |                                      |  |  |                                |                                |                                |  |
|  |                                         | Stuart Bingham                          | 0                                       |                   |                |                                            |                                            |                                            |  |  |                                      |                                      |                                      |  |  |                                |                                |                                |  |
|  |                                         | Stuart Bingham                          | 0                                       | 3                 | Judd Trump     | 6                                          |                                            |                                            |  |  |                                      |                                      |                                      |  |  |                                |                                |                                |  |
|  |                                         |                                         |                                         | 3                 | Judd Trump     | 6                                          |                                            |                                            |  |  |                                      |                                      |                                      |  |  |                                |                                |                                |  |
|  |                                         |                                         |                                         | David Gilbert     | 3              |                                            |                                            |                                            |  |  |                                      |                                      |                                      |  |  |                                |                                |                                |  |
|  | David Gilbert                           | David Gilbert                           | 4                                       | David Gilbert     | 3              |                                            |                                            |                                            |  |  |                                      |                                      |                                      |  |  |                                |                                |                                |  |
|  | David Gilbert                           | David Gilbert                           | 4                                       |                   |                |                                            |                                            |                                            |  |  |                                      |                                      |                                      |  |  |                                |                                |                                |  |
|  | Shaun Murphy                            | Shaun Murphy                            | 2                                       |                   |                |                                            |                                            |                                            |  |  |                                      |                                      |                                      |  |  |                                |                                |                                |  |
|  | Shaun Murphy                            | Shaun Murphy                            | 2                                       |                   | 3              | Judd Trump                                 | 1                                          |                                            |  |  |                                      |                                      |                                      |  |  |                                |                                |                                |  |
|  |                                         |                                         |                                         |                   |                |                                            |                                            |                                            |  |  |                                      |                                      |                                      |  |  |                                |                                |                                |  |
|  |                                         |                                         |                                         | Mark Allen        | 6              |                                            |                                            |                                            |  |  |                                      |                                      |                                      |  |  |                                |                                |                                |  |
|  | Mark Allen                              | Mark Allen                              | 4                                       | Mark Allen        | 6              |                                            |                                            |                                            |  |  |                                      |                                      |                                      |  |  |                                |                                |                                |  |
|  | Mark Allen                              | Mark Allen                              | 4                                       |                   |                |                                            |                                            |                                            |  |  |                                      |                                      |                                      |  |  |                                |                                |                                |  |
|  | Scott Donaldson                         | Scott Donaldson                         | 3                                       |                   |                |                                            |                                            |                                            |  |  |                                      |                                      |                                      |  |  |                                |                                |                                |  |
|  | Scott Donaldson                         | Scott Donaldson                         | 3                                       |                   |                | Mark Allen                                 | 6                                          |                                            |  |  |                                      |                                      |                                      |  |  |                                |                                |                                |  |
|  |                                         |                                         |                                         |                   |                | Mark Allen                                 | 6                                          |                                            |  |  |                                      |                                      |                                      |  |  |                                |                                |                                |  |
|  |                                         |                                         | 2                                       | Ronnie O'Sullivan | 3              |                                            |                                            |                                            |  |  |                                      |                                      |                                      |  |  |                                |                                |                                |  |
|  |                                         | Michael Holt                            | 2                                       | Ronnie O'Sullivan | 3              | 1                                          |                                            |                                            |  |  |                                      |                                      |                                      |  |  |                                |                                |                                |  |
|  |                                         |                                         |                                         |                   |                | 1                                          |                                            |                                            |  |  |                                      |                                      |                                      |  |  |                                |                                |                                |  |
|  | 2                                       | Ronnie O'Sullivan                       | 4                                       |                   |                |                                            |                                            |                                            |  |  |                                      |                                      |                                      |  |  |                                |                                |                                |  |

| Finale (Al meglio dei 19 frames) Marshall Arena, Milton Keynes, 8 novembre 2020. Arbitro: Rob Spencer                                        | | |
| Neil Robertson (1) | 6–10 | Mark Allen |
| Prima sessione: 27–101, 122–1, 33–71, 46–59, 91–2, 0–110, 119–0, 109–0, 4–73 Seconda sessione: 51–84, 96–4, 8–73, 67–60, 7–119, 51–76, 7–123 | Prima sessione: 4–5 (4–5) Seconda sessione: 2–5 (6–10) Miglior break (Robertson): 121 Century breaks (Robertson): 3 Miglior break (Allen): 119 Century breaks (Allen): 4 | Prima sessione: 27–101, 122–1, 33–71, 46–59, 91–2, 0–110, 119–0, 109–0, 4–73 Seconda sessione: 51–84, 96–4, 8–73, 67–60, 7–119, 51–76, 7–123 |
| Mark Allen vince l'888casino Champion of Champions 2020                                                                                      | | |

### Century breaks
Nel corso del torneo sono stati realizzati 31 century breaks.
| N° | Giocatore      | Century breaks | Miglior break |
| -- | -------------- | -------------- | ------------- |
| 1  | Neil Robertson | 10             | 141           |
| 2  | Mark Allen     | 8              | 125           |
| 3  | Judd Trump     | 6              | 138           |
| 4  | Mark Selby     | 3              | 137           |
| 5  | Kyren Wilson   | 1              | 130           |
| =  | John Higgins   | 1              | 111           |
| =  | David Gilbert  | 1              | 107           |
| =  | Michael Holt   | 1              | 107           |